# Aleksandr Kowalenko
Aleksandr Jurjewicz Kowalenko {ros. Александр Юрьевич Коваленко; ur. 8 maja 1963 w Bobrujsku) – białoruski lekkoatleta specjalizujący się w trójskoku, który przez pierwsze lata kariery startował w barwach Związku Radzieckiego.
Tuż za podium – na czwartym miejscu – zakończył udział w mistrzostwach świata w 1987. Zdobył brązowy medal olimpijski w Seulu (1988). Cztery lata później podczas igrzysk w Barcelonie był siódmy. Medalista mistrzostw ZSRR.
Jego żoną jest trzykrotna mistrzyni olimpijska w biegach średnich Tatjana Kazankina.
Rekord życiowy: 17,77 (18 lipca 1987, Briańsk) – rezultat ten jest aktualnym rekordem Białorusi. 

## Osiągnięcia
| Rok  | Impreza              | Miejsce   | Lokata     | Wynik |
| ---- | -------------------- | --------- | ---------- | ----- |
| 1987 | Mistrzostwa świata   | Rzym      | 4. miejsce | 17,38 |
| 1988 | Igrzyska olimpijskie | Seul      | 3. miejsce | 17,42 |
| 1992 | Igrzyska olimpijskie | Barcelona | 7. miejsce | 17,06 |
| 1992 | Puchar świata        | Hawana    | 5. miejsce | 16,85 |